# 가덕도 동백군락
가덕도 동백군락(加德島 冬栢郡落)은 부산광역시 강서구 대항동에 있는 동백나무 군락이다. 1993년 2월 1일 부산광역시의 기념물 제36호 가덕도동백군생지로 지정되었다가, 2014년 9월 3일 가덕도 동백군락으로 명칭이 변경되었다.

## 현지 안내문
동백나무는 차나무과에 속하는 나무로 우리나라를 비롯하여 일본·중국 등의 따뜻한 지방에 분포하고 있다. 우리나라에서는 남쪽 해안이나 섬에서 자란다. 꽃은 붉은색으로 이른봄에 피는데 매우 아름다우며 꽃이 피는 시기에 따라 춘백(春栢), 추백(秋栢), 동백(冬栢)으로 부른다.
가덕도는 낙동강 하구의 서쪽 해상에 위치하고 있는 섬으로 부산에 속한 제일 큰 섬이다. 동백나무 군락은 가덕도의 국수봉과 남산의 동쪽 중앙계곡을 중심으로 해안 암벽 위 동남쪽 가파른 곳에 있다. 동백나무의 나이는 50∼100여 년으로 정도로 추정되며, 2,500그루 정도가 군락을 이루며 자라고 있다.
가덕도 자생동백군은 우리나라의 난온대지방을 대표하는 나무인 동백나무가 집단적으로 자라고 있는 지역으로 생물학적 보존가치가 인정되어 기념물로 지정되었다.

## 참고 자료
- 이 문서에는 문화재청에서 공공누리 제1유형으로 배포된 자료를 바탕으로 한 내용이 포함되어 있습니다.